# Hans-Christian Schmid
Hans-Christian Schmid (19 de agosto de 1965) es un director de cine y guionista alemán.

## Filmografía
- Sekt oder Selters (1989)
- Die Mechanik des Wunders (1992)
- Himmel und Hölle (1994)
- Nach Fünf im Urwald (1995)
- Nichts ist so wie es scheint (1998)
- Crazy (2000)
- Lichter (Lichter) (2003)
- Réquiem (El exorcismo de Micaela) (2006)
- Storm (Sturm) (2008)
- Home for the Weekend (Was bleibt) (2012)